# Eerik Teder
Eerik Teder (* 28. Juni 1928 in Tartu; † 19. März 2004 in Tallinn) war ein estnischer Literaturwissenschaftler und Übersetzer.

## Leben und Werk
Teder besuchte nach der Grundschule ab 1939 das Hugo-Treffner-Gymnasium in Tartu und machte dort 1947 sein Abitur, als der Name der Schule (seit 1944) „Erstes Gymnasium von Tartu“ lautete. Von 1950 bis 1955 studierte er an der Universität Tartu Estnische Philologie und machte seinen Abschluss mit dem Schwerpunkt Literatur. Anschließend studierte er noch ein Jahr Deutsche Philologie, während er gleichzeitig in der Universitätsbibliothek Tartu als Bibliothekar arbeitete. Von 1958 bis 1961 absolvierte er eine Aspirantur am Institut für Sprache und Literatur, dem 1993 aufgeteilten Vorläufer des heutigen Instituts für Estnische Sprache und des Under und Tuglas Literaturzentrums.
Danach war Teder in zahlreichen Organisationen des literarischen Lebens aktiv, sei es als Mitbegründer von Museen und Gesellschaften, als wissenschaftlicher Beirat in verschiedenen Gremien oder Redakteur der estnischen Enzyklopädie. Lange Zeit (1966–1992) unterrichtete er auch an der Pädagogischen Hochschule in Tallinn Kinder- und Jugend- sowie estnische Literatur. Sein besonderes Interesse galt der Kulturgeschichte und der Buchgeschichte – zur letzteren gab er den Almanach Raamat on … (I-IV, 200–2005) als Publikation des Tallinner Bibliophilenklubs heraus, dessen Vorsitzender er seit 1981 war. Seit 1990 war Teder Mitglied des Estnischen Schriftstellerverbandes.
Am meisten beschäftigte sich Teder mit den estnischen Klassikern A. H. Tammsaare und Oskar Luts, zu denen er zahlreiche Untersuchungen und Sammelwerke publizierte. Selbst verfasste er Textcollagen zur estnischen Literatur, die auch auf die Bühne gebracht wurden. Außerdem übersetzte er für Anthologien Lyrik aus dem Französischen, Portugiesischem und Englischem.

## Auszeichnungen
- 1980 Verdienter Schriftsteller der ESSR

## Bibliografie (Auswahl)

### Monografien
- (gemeinsam mit M. Kahu, Hgg.:) Mälestusi Oskar Lutsust. Tallinn: Eesti Raamat 1966. 465 S.
- (gemeinsam mit Juhan Karma:) Palamuse ja Oskar Luts. Tallinn: Eesti Raamat 1968. 72 S.
- Tammsaare noorusmail. Tallinn: Eesti Raamat 1974. 64 S.
- Tammsaare radadel. Tallinn: Eesti Raamat 1977. 54 S.
- (Hg.) Mälestusi A. H. Tammsaarest. Tallinn: Eesti Raamat 1978. 453 S.

### Aufsätze
- Hugo Angervaks 1920-ndail aastail (70. sünnipäeva puhul), in: Keel ja Kirjandus 10/1973, S. 612–615.
- Jaan Vahtra kirjanikuna kultuuritegelasena, in: Keel ja Kirjandus 5/1982, S. 261–265
- Tõnis Braks 100, in: Looming 8/1985, S. 1146–1147.
- Oskar Luts üle keelepiiride, in: Keel ja Kirjandus 1/1987, S. 46–49.
- Oskar Luts näitekirjanikuna, in: Looming 1/1987, S. 110–115.
- Madis Küla-Nurmik laste- ja koolikirjanduse väljaandjana, in: Keel ja Kirjandus 10/1990, S. 618–622.
- A. H. Tammsaare ja F. Dostojevski, in: Keel ja Kirjandus 7/1997, S. 459–469.

### Sekundärliteratur
- A. Hameri: Eerik Teder 50, in: Looming 6/1978, S. 1050.
- Oskar Kuningas: Eerik Teder 60, in: Looming 6/1988, S. 847.
- Lehte Tavel, Jaan Undusk: Mitmekülgse mehe juubeliks, in: Keel ja Kirjandus 6/1988, S. 371–372.